# Luke Hobson
Luke Hobson, född 25 juni 2003, är en amerikansk simmare.

## Karriär
I juli 2023 vid VM i Fukuoka var Hobson en del av USA:s kapplag som tog silver på 4×200 meter frisim.
I februari 2024 vid VM i Doha tog Hobson brons på 200 meter frisim samt var en del av USA:s kapplag som tog brons på både 4×100 meter frisim och 4×200 meter frisim. Han erhöll även guld på 4×100 meter medley och brons på 4×100 meter mixed frisim efter att ha simmat försöksheaten i båda grenarna där USA sedermera tog medaljer i finalerna.